# محمد حسنلو
محمد حسنلو هي قرية في مقاطعة كليبر، إيران. عدد سكان هذه القرية هو 120 في سنة 2006.